# جوزيف غيست
جوزيف غيست هو محامي وسياسي أمريكي، ولد في 12 يناير 1775 في مقاطعة يونيون في الولايات المتحدة، وتوفي في 8 مارس 1836 في يونيون في الولايات المتحدة. نشط حزبياً في ديمقراطية جاكسونية والحزب الديمقراطي. وقد انتخب عضو مجلس النواب الأمريكي ‏.